# Fly by Night (Album)
Fly by Night ist das zweite Studioalbum der kanadischen Rockband Rush und erschien im Februar 1975.
Es war das erste Album mit dem Schlagzeuger Neil Peart, der die Band einen neuen Stil bei den Liedtexten annehmen ließ. Es wurden neue Themen wie Fantasy und Science Fiction einbezogen. Die Titel By-Tor & The Snow Dog und Rivendell sind Beispiele für die Integration von Fantasy-Themen in die Musik von Rush.

## Titelliste
1. Anthem – 4:26
2. Best I Can – 3:28
3. Beneath, Between & Behind – 3:05
4. By-Tor & The Snow Dog – 8:40
  - I: At the Tobes of Hades
  - II: Across the Styx
  - III: Of the Battle
  - IV: Epilogue
5. Fly By Night – 3:22
6. Making Memories – 3:05
7. Rivendell – 5:00
8. In The End – 6:47

## Besetzung
- Geddy Lee – Bass, Klassische Gitarren, Gesang, By-Tor
- Alex Lifeson – E-Gitarren, 6- und 12-saitige Akustikgitarren, Snow Dog
- Neil Peart – Percussion